# Nomia formosa
Nomia formosa är en biart som beskrevs av Smith 1858. Nomia formosa ingår i släktet Nomia och familjen vägbin. Inga underarter finns listade i Catalogue of Life.